# Oecher Penn

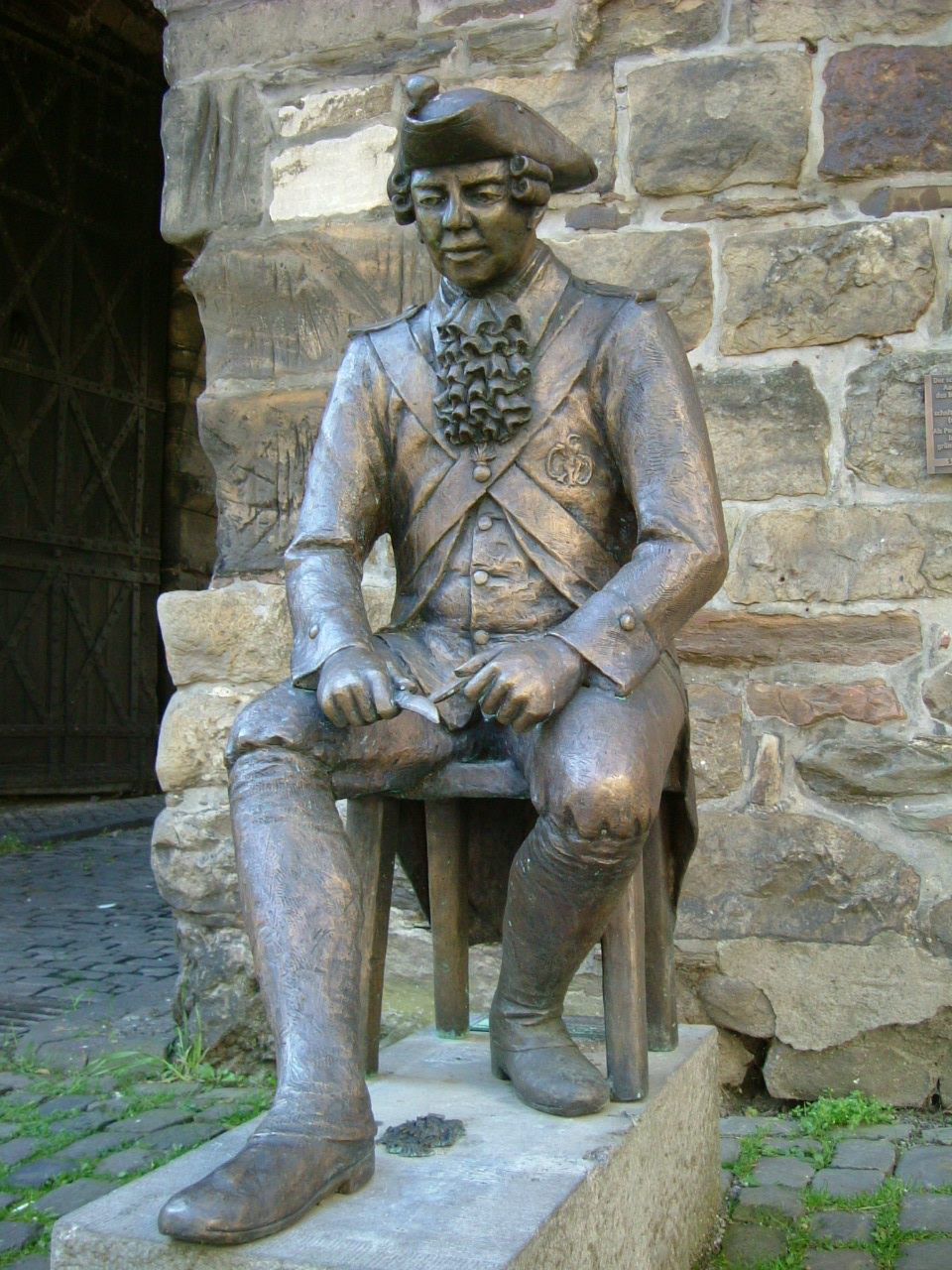
Penn-Soldat beim Pinnschnitzen

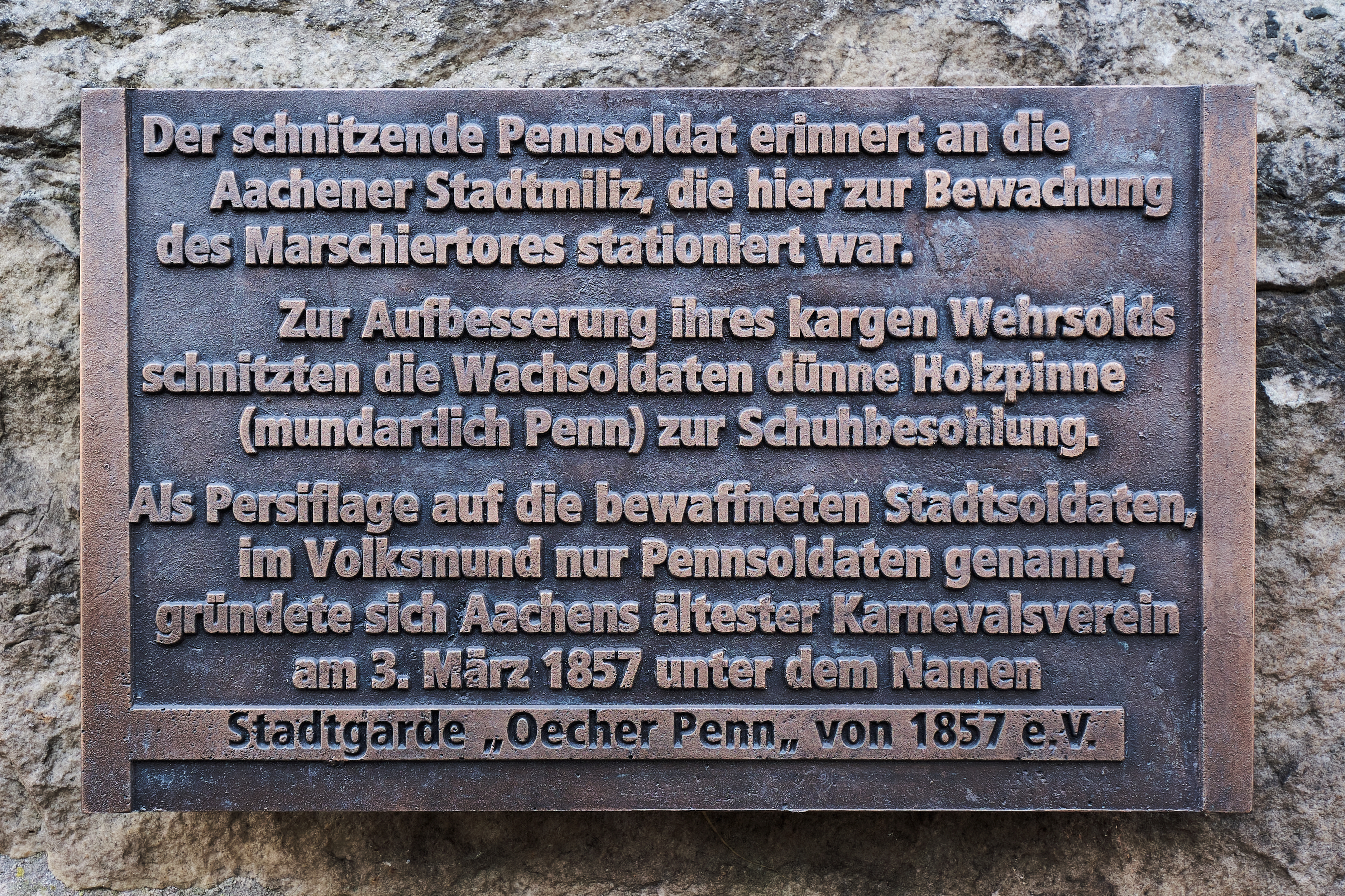
Erklärung zur Namensgebung und dem gezeigten Denkmal

Die Stadtgarde Oecher Penn ist der älteste Verein des Aachener Karnevals. Er wurde am 3. März 1857 gegründet und zählt derzeit über 700 Mitglieder.

## Historie
Die Oecher Penn ging hervor aus dem Gesangsverein Concordia und der Aachener Karnevalsgesellschaft Florresei, aus denen wenig später auch der Aachener Karnevalsverein entstand. Der Name ist im lokalen Dialekt, dem Öcher Platt formuliert, wobei Oche für Aachen steht. Der Name Penn soll aus dem Schnitzen von kleinen dünnen Holzstiften, den Holzpinnchen beziehungsweise Holzpenn resultieren. Diese Stifte wurden von den Schustern zur Schuhbesohlung benötigt und die ehemaligen Soldaten verbesserten mit dem Verkauf ihren Geldbeutel. Daher wurden sie auch Pinn-Zeldaate/Penn-Soldaten genannt. Dieses Schnitzen überliefert die Skulptur Penn-Soldat von Klaus Gehlen aus dem Jahre 2007 vor dem Marschiertor, einem Bronzeguss, angefertigt in Monschau.
Die Stadtgarde Oecher Penn war ursprünglich eine Persiflage auf die Stadtsoldaten der freien Reichsstadt Aachen. Diese Stadtmiliz wurde mit Einmarsch napoleonischer Truppen in Aachen außer Dienst gestellt und nach 1815 in preußischer Zeit aufgelöst. Ihre historisch belegbare Farben sind: Blau-Weiß-Rot.
Das so genannte Hauptquartier des Vereins ist das Aachener Marschiertor und ihr derzeitiger Kommandant Georg Cosler, alias Schorsch va Marschierpooetz. Zu dem Verein gehören ca. 145 Penn-Gardisten mit Marketenderpaar. Ihr Aufmarsch erfolgt zu der Musik des Pennmarsches. Die Militärstruktur gliedert sich in Soldatenkorps, Fähnrichkorps, Offizierskorps, Spielmanns- und Musikzug. Der Spielmannszug wurde im März 1982 gegründet.

## Festivitäten und Aktivitäten
Zu der Penn-Session zählen die Damensitzung, die Herrensitzung, die Penn-Sitzung, der Hausball im Standquartier „Goldener Schwan“, die Sitzungen für die Aachener Senioren in Zusammenarbeit mit der Stadt Aachen, der Penn-Ball, die Fettdonnerstagsparty, der Öcher Narrentreff am Karnevalsfreitag, das Erbsensuppenessen am Karnevalssamstag, die Penn-Zelt-Party und das Penn-Festzelt auf dem Katschhof am Karnevalssonntag, die Rosenmontags-Party sowie die Rekrutenvereidigung.

Der Verein ist aktiv im Sitzungs- und Straßenkarneval tätig und pflegt die Aachener Städtepartnerschaften beispielsweise mit Auftritten in Reims und Naumburg. Eine besondere Ehre wurde dem Verein zuteil mit der Einladung zur New Yorker Steuben-Parade im Jahr 1995.

Innenansichten des Marschiertors
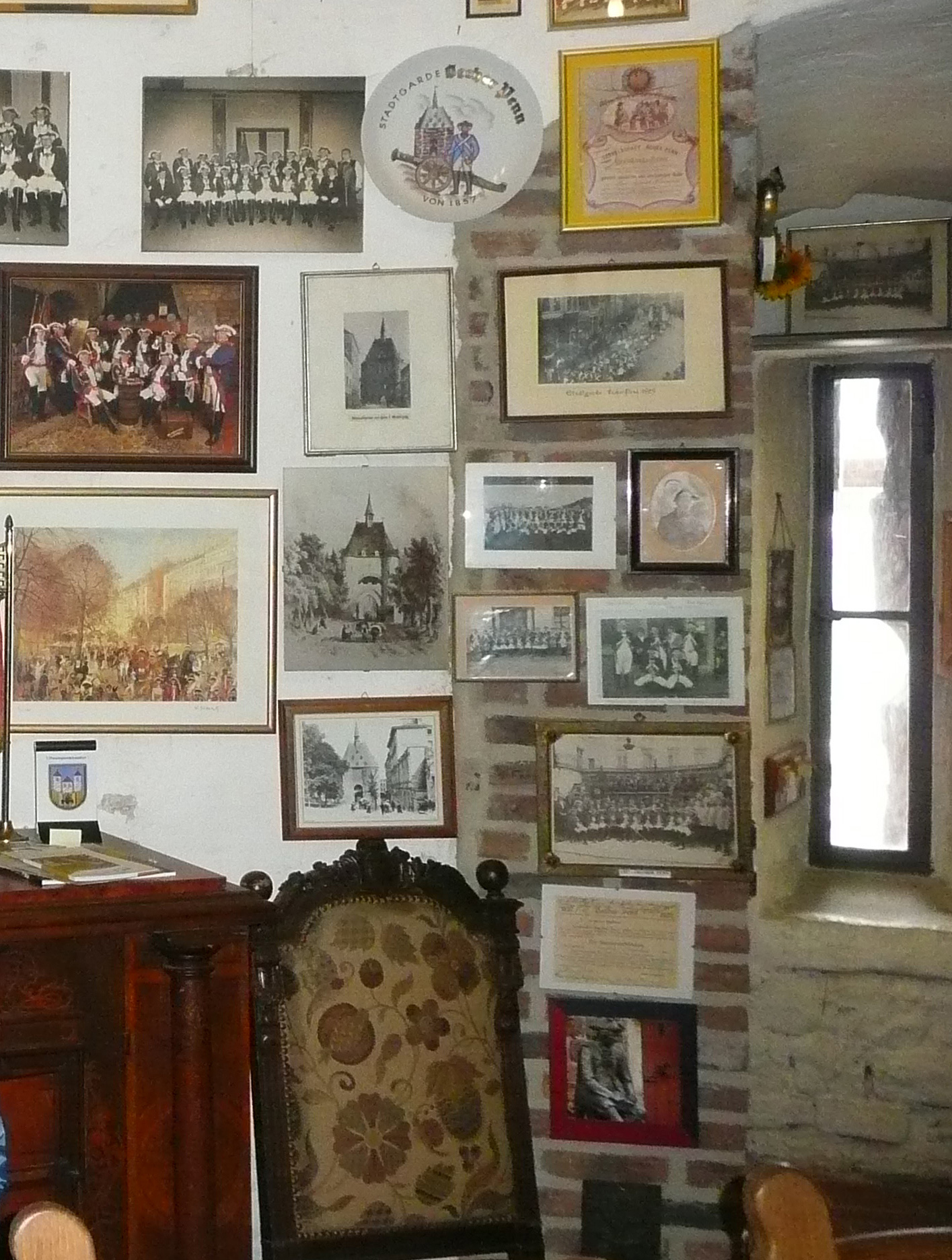
Sammlung der Öcher Penn im Marschiertor
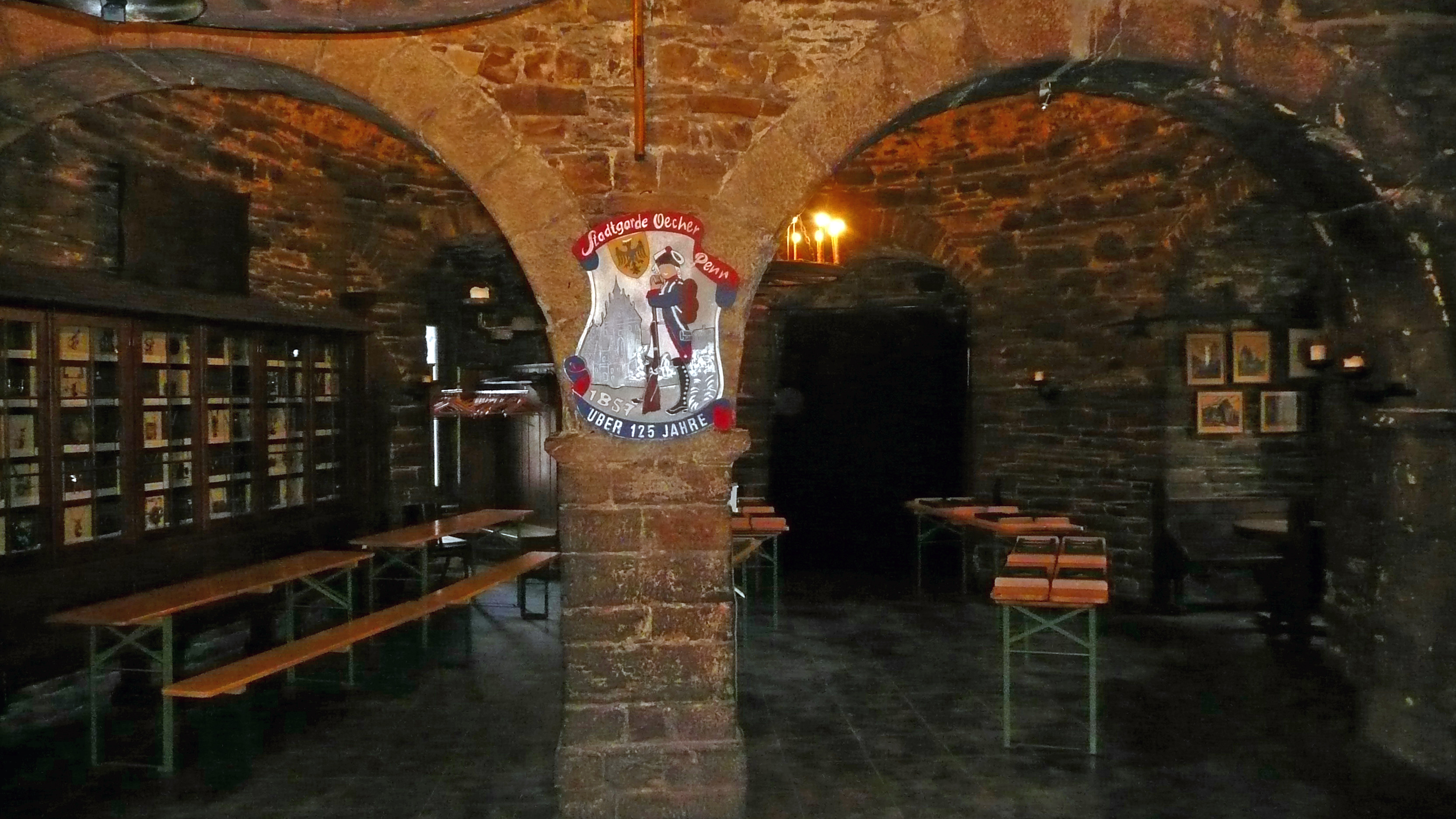
Festsaal im Marschiertor

## Orden
- Kleiner Garde-Orden am Band, seit 2011
- Kleiner Garde Orden (2008–2010)
- Zeltorden an blau-roter Kordel, ca. 8,00 cm × 7,90 cm

## Weblink
- Oecherpenn